# Desiree Lowry
Desiree Lowry Rodríguez  (sinh ngày 25 tháng 6 năm 1972 tại San Juan) là một chủ nhân cuộc thi sắc đẹp Puerto Rico, đồng thời là người mẫu thời trang, người dẫn chương trình phát thanh, người điều phối sự kiện, chủ sở hữu người mẫu và cựu giám đốc cuộc thi Hoa hậu Hoàn vũ Puerto Rico.

## Đầu đời
Lowry sinh ngày 25 tháng 6 năm 1972 tại San Juan, Puerto Rico có mẹ là người Puerto Rico và cha là người Mỹ gốc Ireland đến từ Oregon. Bà được nuôi dưỡng ở Corozal. Bà ấy nói tiếng Tây Ban Nha và tiếng Anh. Bà đã học tiếng Anh từ cha mình, người đã từ chối nói chuyện với bà trừ khi bà nói chuyện với ông bằng tiếng Anh.

## Tham gia cuộc thi

### Hoa hậu Puerto Rico 1995
Vào ngày 6 tháng 8 năm 1994 tại Teatro Yagüez, tại Mayagüez, Puerto Rico, Desiree Lowry đã giành danh hiệu Hoa hậu Puerto Rico 1995, giành quyền đại diện cho Puerto Rico tại Hoa hậu Hoàn vũ 1995. Bà được trao vương miện bởi Hoa hậu Puerto Rico 1979 Teresa López và Hoa hậu Puerto Rico 1984 Sandra Beauchamp.

### Hoa hậu Hoàn vũ 1995
Desiree đã tới Windhoek, Namibia để tham gia cuộc thi Hoa hậu Hoàn vũ 1995, nơi bà được xếp vào Top 6 (hạng 5 chung cuộc). Người chiến thắng cuối cùng là Chelsi Smith của Hoa Kỳ.
Điểm thi sơ bộ:
- Áo tắm - 8,88
- Váy dạ hội - 9.58
- Phỏng vấn - 9.333

Điểm cuối cùng
- Phỏng vấn - 9,65
- Áo tắm - 9.56
- Áo choàng - 9,66

## Nhượng quyền Hoa hậu Hoàn vũ Puerto Rico
Năm 2009, Lowry, cùng với Luisito Vigoreaux, đã giành được quyền đối với thương vụ nhượng quyền thương hiệu Hoa hậu Hoàn vũ Puerto Rico. Vai trò giám đốc cuộc thi của Desiree để bà phụ trách đào tạo và chuẩn bị cho đại biểu của hòn đảo tham dự cuộc thi Hoa hậu Hoàn vũ. Đại biểu thành công nhất của bà là Mayra Matos, người đã hoàn thành vị trí Á hậu 4 năm 2009. Các đại biểu thành công khác là Mariana Vicente, người đã hoàn thành trong Top 10 năm 2010 và Viviana Ortiz và Monic Pérez, cả hai đều hoàn thành trong Top 16 năm 2011 và 2013 tương ứng. Đại biểu năm 2014, Gabriela Berrios cũng được trao giải Hoa hậu Hoàn vũ nhưng không lọt vào bán kết.
Vào ngày 5 tháng 2 năm 2018, đã có thông báo rằng WME / IMG đã tước quyền của Vigoreaux và Lowry về quyền nhượng quyền và trao quyền cho WapA-TV.

## Máy chủ truyền hình
- 1995: Tu Melodía - Telemundo PR [3]
- 1997: Một Fuego - Teleonce
- 2004: De Magazín - Truyền hình WAPA [4]
- 2008: Không Te Duermas - Telemundo PR [5]
- 2009: Anda Pal 'Cara' - Univisión Puerto Rico
- 2009: Buscando La Más Bella - Telemundo PR [6]
- 2010: De Magazín, Fin De Semana - Telemundo PR [7]

## liên kết ngoài
- Desiree Lowry.Com
- Desiree Lowry tại IMDB